# Grace Raymond Hebard

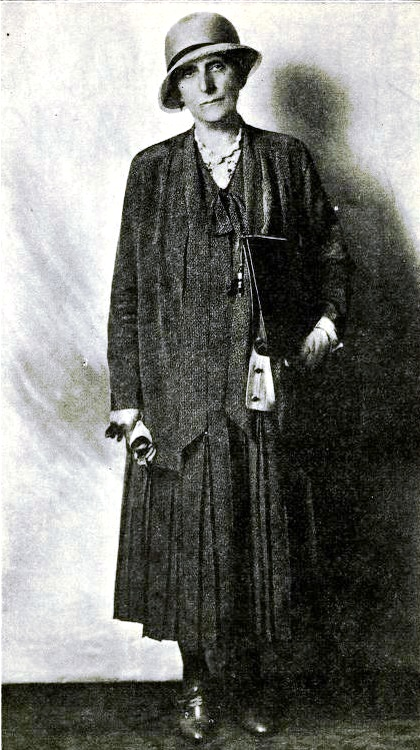
Grace Raymond Hebard, 1934

Grace Raymond Hebard (* 2. Juli 1861 in Clinton, Iowa; † Oktober 1936 in Laramie, Wyoming) war eine US-amerikanische Universitätsleiterin, Professorin, Historikerin und Suffragette. Ihr Ansehen als Historikerin beruht zum Teil auf ihren jahrelangen Wanderungen durch die Hochebenen und Berge Wyomings auf der Suche nach Berichten aus erster Hand über die frühen Pioniere des US-Bundesstaats.
Insbesondere schuf sie ein stark von Western-Romantik geprägtes Bild von Sacajawea, der indigenen Teilnehmerin an der Lewis-und-Clark-Expedition. Hebard war lange die prägende Verwaltungsleiterin der University of Wyoming und die erste Frau in deren Kuratorium. Sie war im politischen Leben Wyomings aktiv, hielt Reden, organisierte historische Vereine, leitete Staatsbürgerschaftskurse für Einwanderer und beteiligte sich an der lokalen und nationalen Suffragettenbewegung.

## Erste Jahre und Ausbildung

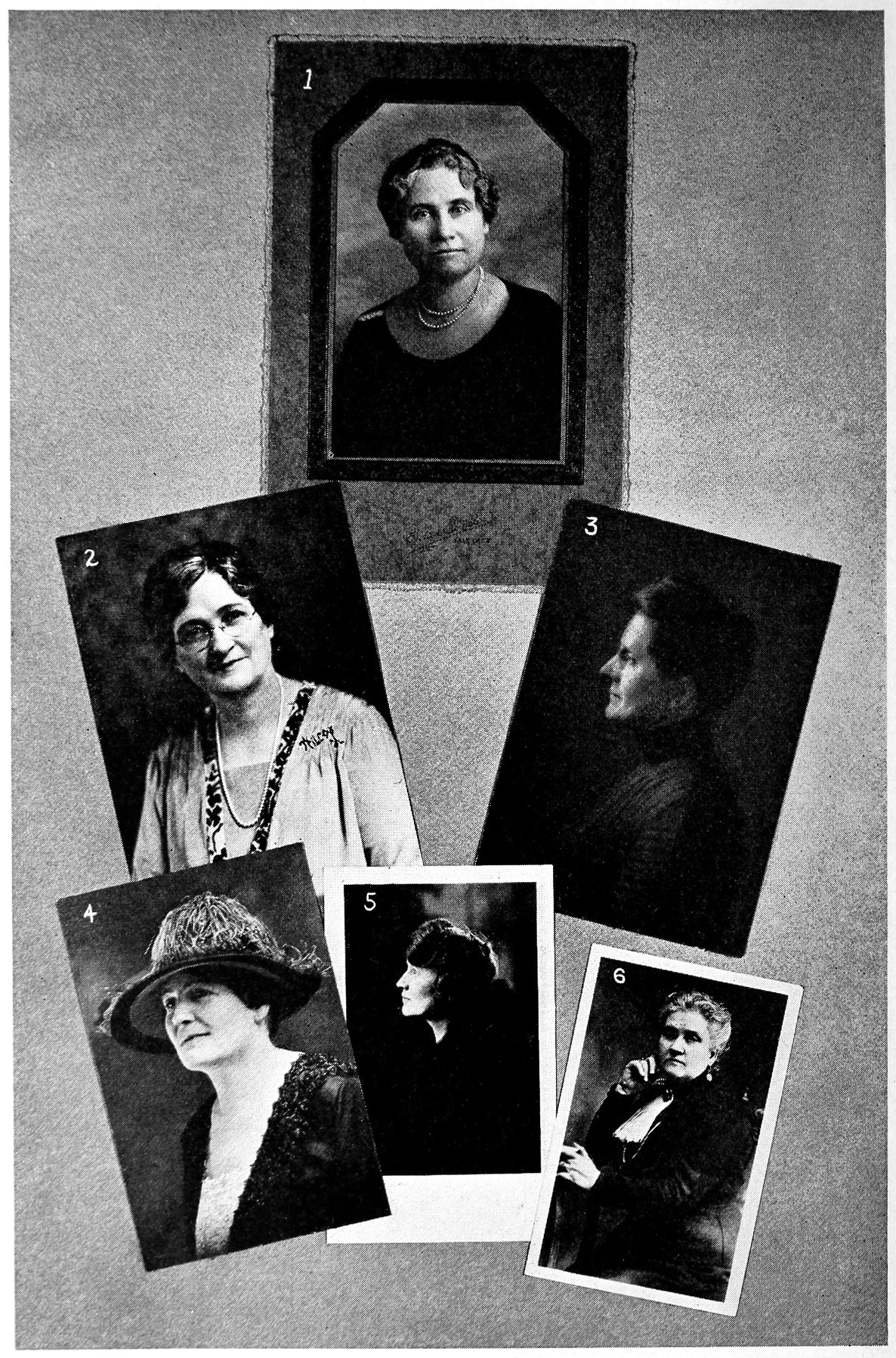
(1) Alice Louise Reynolds, (2) Amy Brown Lyman, (3) Grace Raymond Hebard, (4) Fanny Maughan Vernon, (5) Ruth Moench Bell und (6) Susa Young Gates

Grace Hebard wurde als Tochter von Reverend George Diah Alonzo Hebard (1831–1870) und Margaret Elizabeth Dominick Marvin (1830–1902) geboren. Ihre Familie zog bald nach Iowa City, wo ihr Vater, ein Missionar und späterer Territorial Legislator, eine neue presbyterianische Kirche baute. Hebard machte 1882 als erste Frau ihren Bachelor of Science im heutigen Bauingenieurwesen an der University of Iowa. In späteren Jahren reflektierte Hebard in einem Brief an einen Kollegen aus dem Jahr 1928 über ihre Erfahrungen als weibliche Ingenieurstudentin:

I met with many discouragements and many sneers and much opposition to my enrolling in the scientific course, which was then entirely a man's college. ... All kinds of discouraging predictions were made that I would fail, that it was impossible for a woman to do the kind of work I was undertaking.

„Ich stieß auf viele Entmutigungen und viele Spötteleien und viel Widerstand gegen meine Einschreibung in den naturwissenschaftlichen Kurs, der damals eine reine Männerhochschule war. ... Alle Arten von entmutigenden Vorhersagen wurden gemacht, dass ich scheitern würde, dass es für eine Frau unmöglich sei, die Art von Arbeit zu machen, die ich in Angriff nahm.“

Später nahm Hebard ihr Studium als Fernstudium wieder auf und erwarb 1885 einen M.A. an der University of Iowa. Schließlich promovierte sie 1893 in Politikwissenschaft an der Illinois Wesleyan University, ebenfalls im Fernstudium.
Hebard machte sich 1882 auf den Weg in den Westen nach Wyoming, acht Jahre, bevor das Territorium 1890 zum US-Bundesstaat wurde. Hebard kam in der zukünftigen Hauptstadt Cheyenne in Begleitung ihrer Mutter, ihrer Brüder Frederick und Lockwood sowie ihrer Schwester Alice an. Sie wurde Teil der sozialen Szene mit anderen jungen Leuten im neu errichteten Cheyenne Club, wo Viehbarone, oft reiche Europäer, die Herrschaft über Cheyenne hatten. Rowdys, die in den Saloons Waffen trugen, und Prostituierte, die in den Bordellen offen ihrem Gewerbe nachgingen, sorgten für eine raue Atmosphäre. Die Bürger waren zudem dafür bekannt, ihre eigene Form von Gerechtigkeit zu üben, wenn die Dinge aus dem Ruder liefen. Zum Beispiel lynchte 1883 eine Menschenmenge einen beschuldigten Mörder und henkte ihn an einem Telefonmast in Cheyenne.
Hebards College-Ausbildung unterschied sie von solchen Einheimischen. Die junge Ingenieurin fand Arbeit im Büro des Generalvermessers, wo sie als einzige weibliche Zeichnerin in der Stadt arbeitete. Hebard stieg zur stellvertretenden Staatsingenieurin auf und berichtete zunächst an Elwood Mead. Mead machte sich einen Namen mit der Ausarbeitung von Wassergesetzen für das Wyoming-Territorium und später als Leiter des U.S. Bureau of Reclamation.
Doch das Ingenieurwesen sollte nicht Hebards Berufung sein. Stattdessen verließ sie nach neun Jahren in Cheyenne ihre Familie und wagte sich 50 Meilen westlich über eine mit Felsbrocken übersäte Bergkette in die Eisenbahnstadt Laramie. Diese kleine Stadt im Südosten Wyomings, die Mitte der 1860er Jahre als Zeltstadt begann, beherbergte eine junge Universität, als Hebard 1891 ankam. Der schmuddelige Präriecampus von Laramie wurde zum Schauplatz, von dem aus Hebard eine beeindruckende Karriere im Hochschulwesen startete und mehr als 45 Jahre (1891–1936) der University of Wyoming widmete.

## Universitätsverwaltung

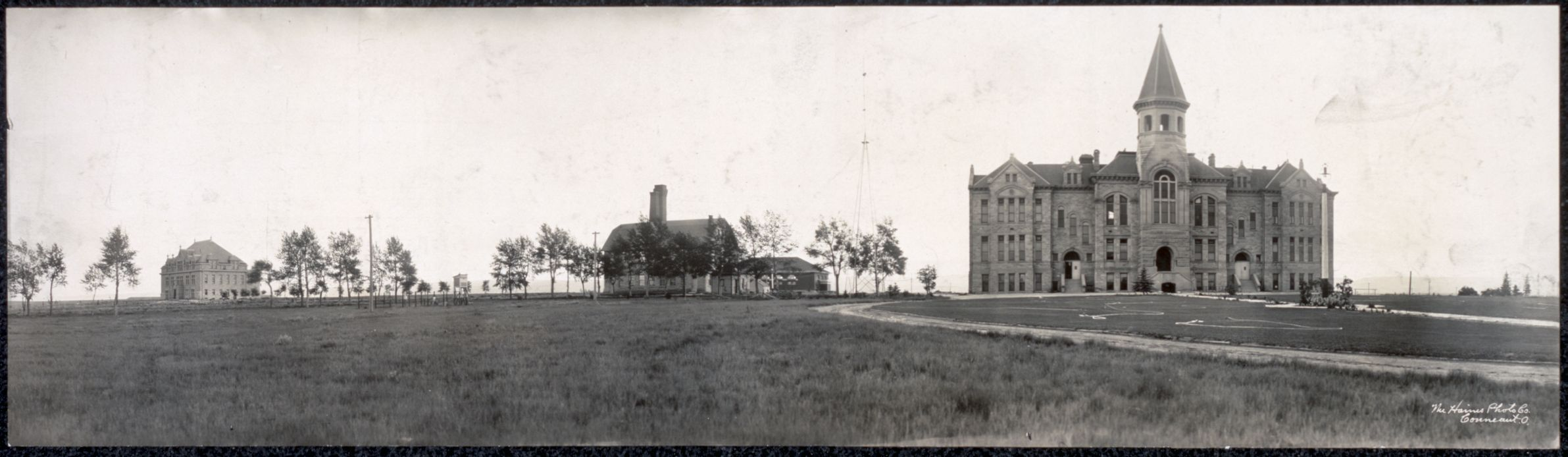
University of Wyoming, ein isolierter Campus, der an die Prärie am östlichen Rand von Laramie grenzte, 1908.

Im Jahr 1891 wurde Hebard mit Empfehlung des Senators Joseph M. Carey aus Cheyenne, den sie seit ihrer Kindheit kannte, vom amtierenden Gouverneur Amos Barber zur angestellten Sekretärin und zum Mitglied des Kuratoriums der University of Wyoming ernannt. Sie fand sich in der von Männern dominierten Welt der Universitätsverwaltung zurecht und nahm ihre Position mit beträchtlicher Durchsetzungskraft wahr und hatte erheblichen Einfluss. Sie war bis 1903 im Kuratorium, blieb aber bis 1908 als Sekretärin tätig.
Ihr Aufgabenspektrum umfasste Festlegungen zur Universitätspolitik bis zur Verwaltung der Finanzen. Hebard leitete die Finanzen der Universität nahezu unabhängig und im Tagesgeschäft selbständig, mit Ausnahme einer jährlichen Überprüfung. Hebard bemerkte später, dass „the Trustees gave me a great deal of power, and I used it“.
Die Universität kämpfte während der Rezessionsjahre Mitte der 1890er Jahre mit finanziellen Problemen. Die sechs High Schools im dünn besiedelten Wyoming konnten 1894 nur acht Absolventen vorweisen, aus denen die Universität versuchen konnte, Studienanfänger zu immatrikulieren. Die unterfinanzierte Universität war daher auf staatliche Forschungszuschüsse für ihre landwirtschaftliche Versuchsstation angewiesen. Der Präsident des Kuratoriums, mit Hebard als Sekretärin, leitete diesen wichtigen Arm der Universität.
Der Einfluss, den Hebard auf die Finanzen der Universität, ihren Präsidenten und den Lehrkörper ausübte, war somit beträchtlich. Es kamen Gerüchte auf, dass ein Konflikt mit Hebard und ihrer Aufsicht über die Ernennungen der Fakultät den Präsidenten A. A. Johnson zum Rücktritt veranlassten. Ihre „eiserne Herrschaft“ über den Campus drehte sich immer um ihre Autorität über die Finanzen, einschließlich der Ausgaben von Bundeszuschüssen. Fragen über die Verwendung und den möglichen Missbrauch von Bundesgeldern kamen auf, was zu einer verstärkten Überprüfung durch das vollständig mit Republikanern besetzte Kuratorium führte. Die Demokraten lancierten 1907 in der Presse wegen des „republikanischen Regimes“ an der Universität Anschuldigungen wegen Bestechung und parteiischer Vergabe von Druckaufträgen für die Universität sowie unsachgemäßer Verwendung von Bundeszuschüssen und eine heftige Kritik an Hebards Herrschaft. Ein scharf formulierter Bericht behauptete: „It's a standing remark in Laramie that no professor or employee of the institution can hold his job without being branded 'OK' by Miss Secretary Hebard, and whenever she decrees it the president's head will fall in the basket“. Doch trotz des Aufruhrs fand eine vom Gouverneur eingesetzte Untersuchungskommission, „that there had been no interference by Miss Hebard“. Trotzdem, immer noch von der Presse und intern an der Universität angegriffen, trat Hebard als Sekretärin des Kuratoriums schließlich zurück.
Das Ende von Hebards universitärer Verwaltungskarriere im Jahr 1908 markierte den Beginn einer neuen Phase mit Lehre, Schreiben und Feldforschung. Im Jahr 1908 ernannte dasselbe Kuratorium sie zur ordentlichen Professorin. Hebard hielt den Posten bis zu ihrem Tod 28 Jahre später.

## Wissenschaftliche Aktivitäten
Hebard wurde 1894 ohne Bezahlung die erste Bibliothekarin der Universität. Sie richtete die erste Bibliothek mit den Büchern ein, die sie in einem kleinen verschlossenen Raum der Universität fand. 1908 wurde sie zur ersten offiziellen Bibliothekarin der Universität ernannt. Die katalogisierte Büchersammlung wuchs bis zum Ende ihrer Amtszeit 1919 auf 42.000 Bände an. 1906 erhielt sie die Ernennung als Leiterin der Abteilung für politische Ökonomie der Universität.
Hebard weitete ihre akademischen Aktivitäten aus, indem sie im Beirat der Wyoming Historical Association mitarbeitete. Diese Zugehörigkeit half ihr, sich auf ihr neues Forschungsziel zu konzentrieren: die Suche nach Trails in Wyoming, für den Oregon Trail wie für andere Pionierrouten. Zu Hebards Arbeit gehörte die Kartierung alter Wege in Wyoming. Sie leistete jedoch mehr als nur Kartografie. Hebard begann, historische Dokumente und andere Materialien zur Geschichte Wyomings zu sammeln.
Außerdem bereiste sie den Staat, suchte Interviews mit Pionieren des Alten Westens und verbrachte mehrere Sommer unter den Shoshonen von Wyoming. Ihre oft romantisierte Sicht auf den Alten Westen prägte die Bücher, die sie über die Geschichte Wyomings schrieb. Zu Hebards veröffentlichten Werken gehören:
- The Government of Wyoming (1904)
- The Pathbreakers from River to Ocean (1911)
- The Bozeman Trail (1922), in einer ausschließlich über Briefe geführten Zusammenarbeit mit E. A. Brinninstooly[8]
- Washakie (1930)
- Sacajawea (1933)

Krankheit und schließlich ihr Tod beendeten die Arbeit an dem, was Hebards letztes Buch gewesen wäre, ein Bericht über den Pony-Express. Der berühmte Grenzgänger und Expeditionsfotograf William Henry Jackson arbeitete in den Jahren 1933 und 1934 als Illustrator mit Hebard zusammen. Er lieferte Aquarelle und Skizzen für ihr unveröffentlichtes Manuskript. Hebards Zusammenarbeit mit Jackson begann 1920, als ihre Recherchen zu einer Anfrage nach einer Kopie eines Fotos von Häuptling Washakie führten, das Jackson während der Hayden Geological Survey gemacht hatte.

## Mythenbildnerin
Das U.S. Census Bureau erklärte im Census von 1890, dass es keine kontinentale westliche Grenze mehr gebe. Das war acht Jahre nach Hebards Ankunft in Cheyenne im Alter von 21 Jahren. Doch für Hebard war die große Weite des mythischen Westens weit offen für Interpretationen, was dazu führte, dass Hebard ihre Forschungsobjekte in einem „stark romantisierten Westen“ verortete.
Kritiker wie der Autor Mike Mackey behaupten, dass „Hebards «Geschichten» in Wyoming zu vielen Interpretationen vergangener Ereignisse geführt haben, die nie stattgefunden haben, aber nun von vielen in diesem Staat als Fakten angesehen werden“. Er fügt hinzu, dass „oft, wenn die Fakten ihre These nicht stützten, Hebard ihre eigenen «Fakten» erfand“.
Insbesondere Hebards 30-jährige Forschung zu Sacajawea, die zu der 1933 erschienenen Biografie führte, wird von Kritikern in Frage gestellt. Hebard präsentiert eine tapfere Frau in einer Biografie, die „unbestreitbar viel Romantik und wenig harte Beweise enthält und an einer Sentimentalisierung der indianischen Kultur leidet“. Hebard entwirft ein Bild von Sacajawea als einem rastlosen, den Westen durchreisenden Geist, einer Person, die nach den von Hebard gesammelten Zeugenaussagen von den Weißen so verehrt wurde, dass sie kostenlos Postkutschen fuhr, und die den Shoshonen den Ackerbau nahebrachte.
Hebard offenbart ihre Sichtweise während eines Besuchs 1915 an Sacajaweas angeblichem Grab im abgelegenen Zentral-Wyoming: „Im August 1915 unternahm die Autorin eine Pilgerfahrt zum Friedhof der Wind River Reservation, um Sacajawea eine bescheidene Ehre zu erweisen. […] Ein gut ausgetretener Pfad vom hölzernen Pfahl zu Sacajaweas Grab macht keinen Wegweiserposten notwendig. Jährlich reisen Tausende von Menschen zu dieser letzten Ruhestätte.“
Rückblickend wird Hebards Ruf als Historikerin dadurch geschmälert, dass sie sich auf unbewiesene mündliche Erzählungen von amerikanischen Ureinwohnern verließ. Nichtsdestotrotz stand Hebard fest zu ihren Sacajawea-Funden. Sie hielt an ihrem Standpunkt fest, dass sie „ohne jeden Zweifel“ die wahre Identität von Sacajawea nachgewiesen hätte.
Nach Ansicht des Historikers Phil Roberts ist Hebard trotz ihrer Forschungsmängel eine wichtige Figur. Roberts merkt an, dass Hebard „sich der Notwendigkeit bewusst war, die Geschichte Wyomings aufzuzeichnen, solange viele der Akteure noch am Leben waren. Unglücklicherweise wurde sie durch die gleichen Probleme eingeschränkt, mit denen alle Historiker konfrontiert sind. Ohne verlässliches Quellenmaterial kann man falsche Annahmen treffen, die möglicherweise nicht dem historischen Verlauf entsprechen“.

## Spurensucherin

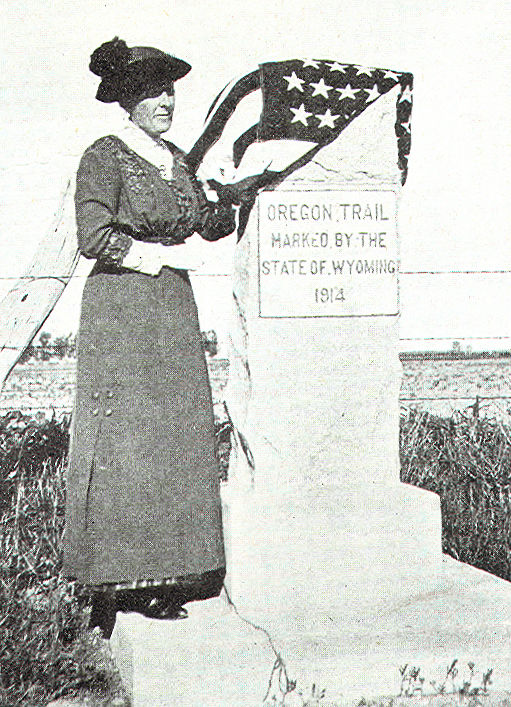
Die Wyoming Oregon Trail Commission stellte in enger Zusammenarbeit mit Grace Hebard und H. G. Nickerson zwischen 1913 und 1915 mindestens 31 Markierungen in ganz Wyoming auf.

Hebard hatte eine Leidenschaft für das Markieren, Bewahren und Gedenken an die schnell verschwindende westliche Grenze. Sie half bei der Gründung von Organisationen wie der Wyoming Oregon Trail Commission und engagierte sich in der Wyoming Historical Association und dem Landesverband der Daughters of the American Revolution. Als offizielle Historikerin für die Daughters half sie bei der Errichtung und Einweihung historischer Markierungen in aufwändigen Enthüllungszeremonien an Orten in ganz Wyoming. Zu den Standorten gehörten Hauptorte des Oregon Trails wie Fort Laramie und Independence Rock sowie weniger bekannte Stätten am Bozeman Trail und der Pony-Express-Route.
Auf der Suche nach Wegspuren war Hebard unentwegt unterwegs, im Sommer mit Pferd und Wagen und später mit dem Auto, im Winter manchmal sogar mit Schneeschuhen. Als sie mit dem Bürgerkriegsveteranen und ehemaligen Bullwhacker H. G. Nickerson, der einen erheblichen Beitrag zu dem Unterfangen leistete, den Oregon Trail im Westen Wyomings markierte, notierte sie:

„[…] with a team [of horses] about 800 miles, consuming the warm months of the summer of 1913 and 1914, with much inconvenience and hardship, owing to the frequent rains storms, and often high winds, deep dust and the mosquitoes, the insects often driving us from the streams out in the hills or plains to camp, making camping in the open country very disagreeable […]“

„[…] mit einem Gespann [von Pferden] etwa 800 Meilen, die die warmen Monate des Sommers 1913 und 1914 in Anspruch nahmen, mit vielen Unannehmlichkeiten und Entbehrungen, wegen der häufigen Regenstürme und oft starken Winde, des tiefen Staubs und der Moskitos, wobei die Insekten uns oft von den Bächen in die Hügel oder Ebenen zum Zelten trieben und das Zelten im offenen Land sehr unangenehm machten […]“

Zur Markierung von Pfaden gehörten oft auch abgelegene Orte. Doch Wyomings abgelegenes Weideland und die Bergpässe hielten Trail-Befürworter wie Hebard und die Daughters of the American Revolution nicht davon ab, auch an solchen Orten feierliche Enthüllungszeremonien mit Musik und „religiösen, patriotischen und historischen Übungen, Gebeten, nationalen Liedern und Ansprachen“ zu veranstalten. Die von Hebard, Nickerson, Ezra Meeker und anderen aufgestellten Steinmarkierungen (einige wiegen mehrere Tonnen) sind noch immer in ganz Wyoming zu finden und dokumentieren die frühen Bemühungen des Staates um die Erhaltung der eigenen Geschichte.

## Politische Aktivitäten
Unter ihren zahlreichen Aktivitäten fand Hebard Berichten zufolge ihre Arbeit bei der Amerikanisierung als besonders wertvoll. Frank Van Nuys hat ermittelt, dass in einem Zeugnis der Wyoming News aus dem Jahr 1935 zum Ausdruck kommt, dass von Hebard ausgestellte Bescheinigungen zur Vorbereitung auf die Einbürgerung vom zuständigen Bezirksgericht der Vereinigten Staaten anstelle von Prüfungen für die Staatsbürgerschaft akzeptiert wurden. Van Nuys bemerkt weiter: „Diese Art von Schlagkraft legt nahe, dass Grace Hebards Amerikanisierungsunternehmen, das 1916 begann, eine genauere Untersuchung verdient. Auch wenn die Belege für ihre Arbeit nur bruchstückhaft sind, so steht Hebard doch in einer im Wesentlichen progressiven Tradition des qualifizierten Optimismus hinsichtlich der Fähigkeit von Einwanderern, sich an angloamerikanische kulturelle Normen anzupassen.“
Hebards Unterrichtung neuer Amerikaner fiel in die Zeit der größten Einwanderungswelle, die das Land je erlebt hat: Zwischen 1880 und 1915 kamen Millionen neuer Immigranten aus Ost- und Südeuropa in die Vereinigten Staaten, meist über Ellis Island. Die neuen Amerikaner mit ihren neuen Sprachen, Speisen und Bräuchen waren nicht immer willkommen. Hebards fortschrittliche Arbeit mit den Einwanderern in Laramie stand im krassen Gegensatz zu den nationalen Spannungen zwischen Einwohnern und Einwanderern.
Wyoming führte als erstes der westlichen Territorien oder Staaten das Frauenwahlrecht ein, als Gouverneur John A. Campbell am 10. Dezember 1869 das Wahlrechtsgesetz unterzeichnete. Hebard behauptete 1920 im Rückblick: „Ich habe noch nie einen Anti-Frauenrechtler gesehen. Wissen Sie, draußen in Wyoming haben wir seit fünfzig Jahren das Frauenwahlrecht, und es gibt in unserem Staat keinen einzigen Anti-Frauenrechtler – geschweige denn eine Frau“. Ganz ohne Widerstand war das aber nicht gewesen und so schrieb Esther Hobart Morris 1870 Geschichte für die Frauen in Wyoming, als sie zur ersten weiblichen Friedensrichterin der Nation ernannt wurde. Hebard und Nickerson errichteten 1920 in der Nähe von Morris’ Haus in South Pass City eine erste Gedenkstätte für Morris. Später wurde sie durch einen Granitstein mit einer Inschrift ersetzt, die Morris als Mitverfasserin des Wahlrechtsgesetzes von Wyoming ausweist. Diese Behauptung Hebards ist umstritten. Die Wyoming Division of State Park’s and Historic Sites hat versucht, die Aufzeichnung zu korrigieren, indem sie feststellte, dass „neuere Studien darauf hindeuten, dass [William H.] Bright der alleinige Autor des Wahlrechtsgesetzes war“.
Die nationalen Suffragetten sahen in Wyoming ein starkes Argument für das Frauenwahlrecht, als die Staaten über den 19. Zusatzartikel zur Verfassung der Vereinigten Staaten abstimmten, der den Frauen das Wahlrecht gewährte. Carrie Chapman Catt, die Präsidentin der National American Woman Suffrage Association war, behauptete, dass Wyoming „so viele Beweise für das positive Wohl der Gemeinschaft lieferte, das sich aus den Stimmen der Frauen ergab, dass es die direkte Ursache für die Einführung des Frauenwahlrechts in allen umliegenden Staaten wurde“. Gleichermaßen lobten Catt und andere die feministische Vorbildrolle von Hebard. Die Suffragetten waren eifrig bemüht, sie als ein Beispiel für den „feinsten Typus amerikanischer Weiblichkeit“ hochzuhalten, so die frühere Historikerin des Staates Wyoming, Agnes Wright Spring. Die Tatsache, dass Hebard als Wegbereiterin für Frauen zufällig in Laramie lebte, untermauerte ihre Glaubwürdigkeit als Vorbild. Denn in Laramie wurde die erste Frauen-Wahlstimme der Nation abgegeben und Frauen saßen erstmals in einer Jury. Beide historischen Ereignisse fanden aber schon 1870 statt, bevor Hebard ihr Studium in Iowa beendet hatte.
Hebards ureigener Beitrag als Suffragette kam, als sie den Verfassungskonvent von Wyoming dazu aufforderte, eine Wahlrechtsklausel anzunehmen, bevor Wyoming am 10. Juli 1890 der Union beitrat. Darüber hinaus wurde Hebard von nationalen Suffragetten zur Mitarbeit in der National American Woman Suffrage Association und später als Mitglied der Suffrage Emergency Brigade verpflichtet. Die letztgenannte Gruppe setzte sich beim Gouverneur von Connecticut dafür ein, dass die Legislative des Staates als 36. Staat den 19. Zusatzartikel ratifizierte. Später gehörte Hebard zu den wenigen Auserwählten, die 1920 auf der Suffragettenfeier in Chicago nach der Verabschiedung des 19. Zusatzartikels sprachen.
Die Verbindung mit der nationalen Suffragettenführerin Catt ermöglichte es Hebard, 1921 eine Art „akademischen Staatsstreich“ zu landen. Hebard tat sich mit Professor June Downey zusammen, um die Fakultätsmitglieder davon zu überzeugen, Carrie Chapman Catt den ersten Ehrentitel der University of Wyoming zu verleihen. Catt kam nach Laramie, um die Ehrung der Universität entgegenzunehmen und die Bakkalaureatsrede zu halten. Die Symbolkraft, dass Catt nach Laramie kommt, wo Frauen als Wählerinnen und Juristinnen Geschichte schrieben, war offenkundig. Nach dem Wahlrechtssieg telegrafierte Hebard Catt in die Zentrale der National American Woman Suffrage Association: „Congratulations to you on this the first anniversary of the birth of national suffrage. I thank you for the Tennessee touchdown which scored victory“.

## Letzte Jahre

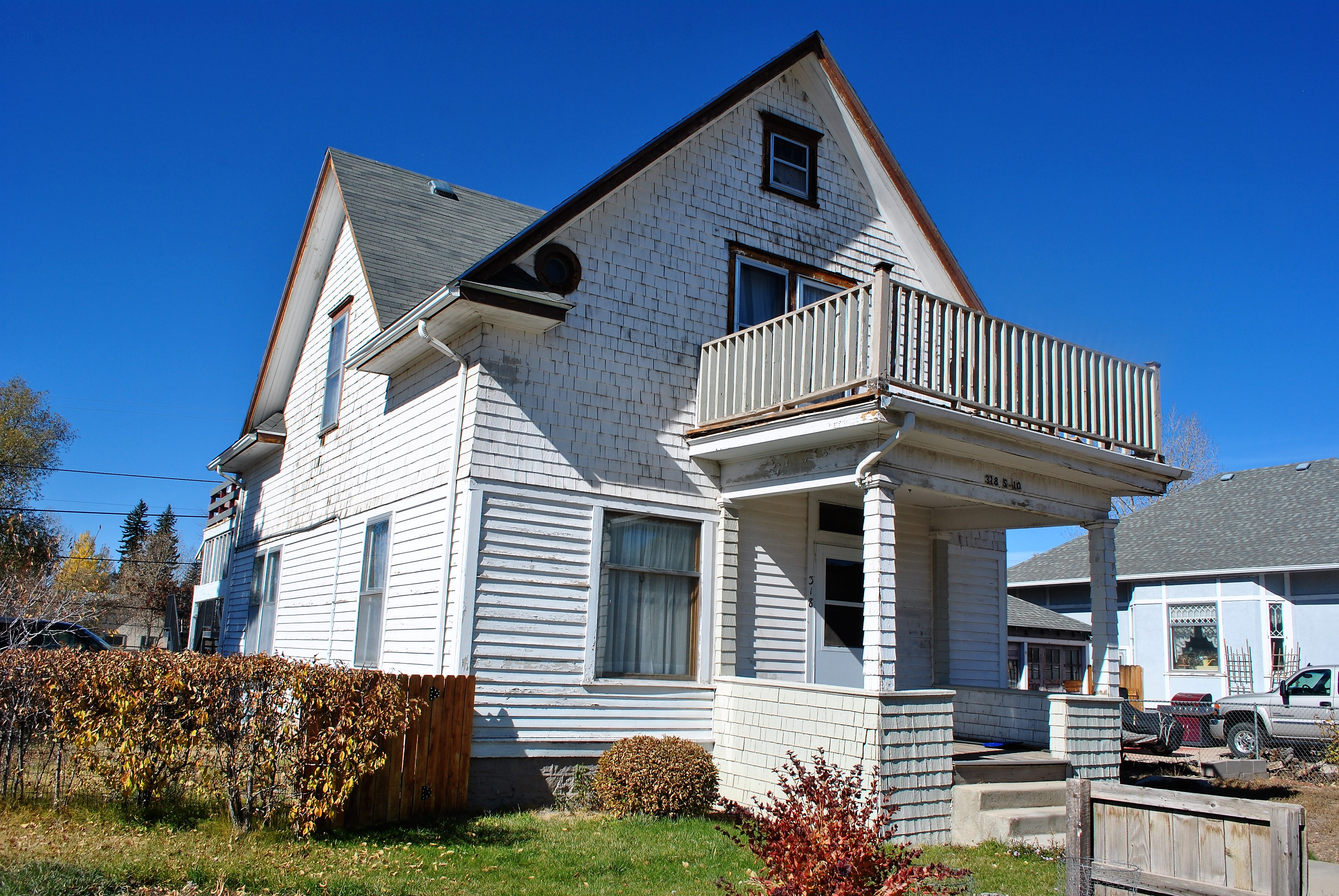
The Doctors’ Inn in Laramie, WY, 2017

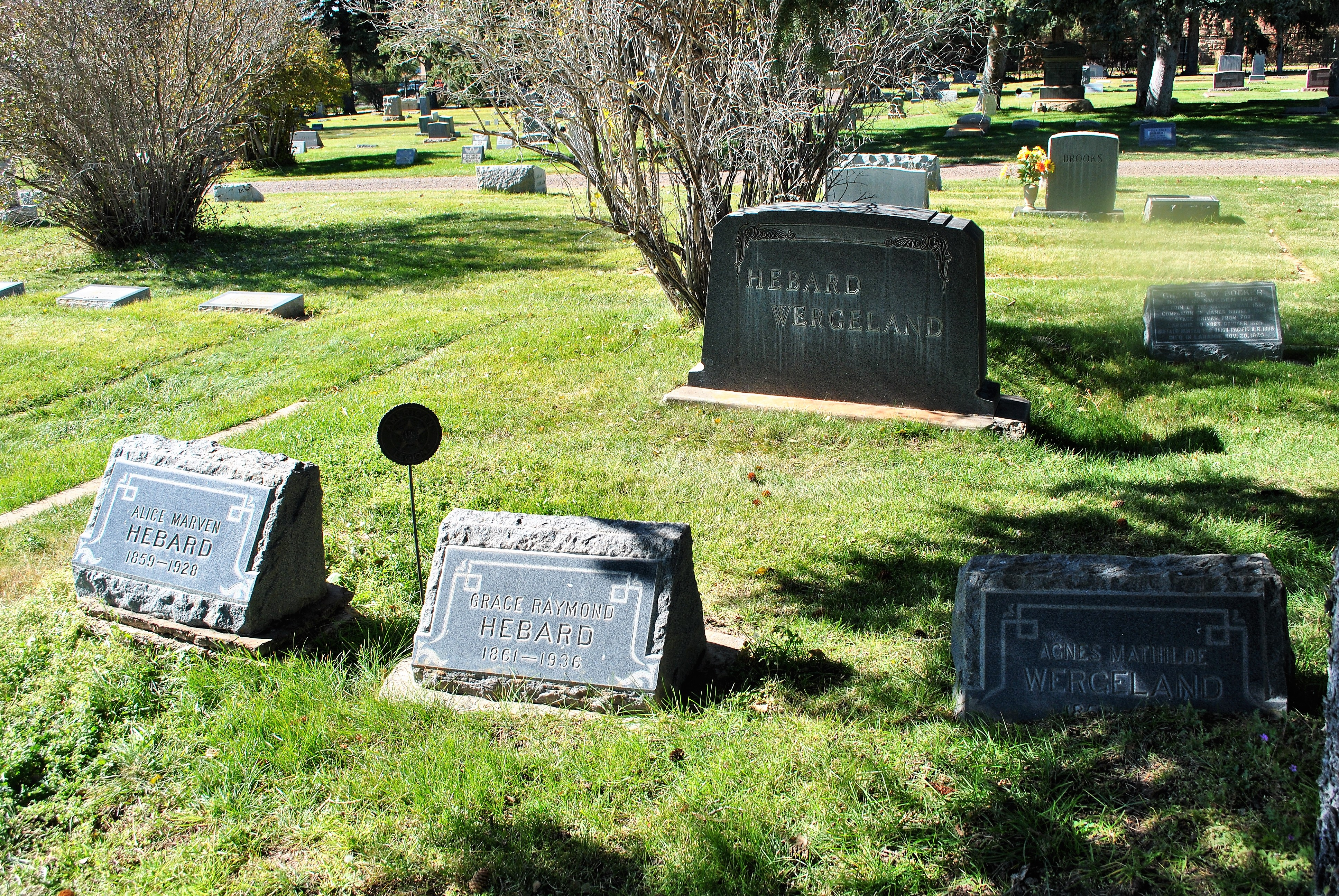
Grabsteine von Hebard und Wergeland auf dem Greenhill Cemetery in Laramie, WY, 2017

Hebard pflegte eine enge Beziehung zu ihrer Professorenkollegin Agnes M. Wergeland. Wergeland, eine norwegische Immigrantin, war die erste Frau aus ihrem Land, die einen Doktortitel erlangte. Wergeland wurde 1902 US-Bürgerin und fand in Hebard eine ideale Lehrerin für die Amerikanisierung. Hebard bemerkte: „Dr. Wergeland hatte nie eine tatsächliche Vorstellung davon gehabt, was das Wahlrecht für Frauen bedeutet, bis sie nach Wyoming kam, wo Frauen in ihrem Wahlrecht in keiner Weise eingeschränkt sind.“
Grace Hebard zog sich 1931 aus der Lehre zurück. Dennoch forschte sie weiter und sammelte historisches Material in ihrem Haus in Laramie, das bei Studenten und Kollegen als „The Doctors Inn“ bekannt war. Hebard lebte in diesem Haus, das sie mit Wergeland, die schon 1914 starb, gebaut hatte. Hebards Schwester Alice Marvin Hebard lebte dann dort bis zu ihrem Tod im Jahr 1928.
Hebard starb im Oktober 1936 im Alter von 75 Jahren. Die University of Wyoming hielt später im selben Monat eine Gedenkveranstaltung zu ihren Ehren ab. Der Einfluss und die Bedeutung von Hebards Wirken kann man an der 50-seitigen In-Memoria-Schrift ablesen, die von ihren Fakultätskollegen veröffentlicht wurde.
Carrie Chapman Catt schrieb: „I shall miss Dr. Hebard more than words can say. My sympathy is extended to the University and all the Wyoming friends. She lived a great life.“ Die Jugend, insbesondere die Studierenden, spielten eine besondere Rolle in Hebards Leben, wie aus Aussagen von Kommilitonen, Dozenten und Bürgern hervorgeht. Das Programm der Gedenkfeier enthielt eine Aussage von Universitätspräsident Crane: „Vor allem war sie eine Freundin für Generationen von Studenten“. In ähnlicher Weise wurde in einem Leitartikel der Studentenzeitung Branding Iron vom 12. Oktober 1936 festgestellt: „Mit dem Tod von Dr. Grace Raymond Hebard haben die Studierenden der Universität eine Freundin verloren.“ Hebard förderte ihr Vermächtnis durch die Finanzierung einer Reihe von Stipendien, darunter The Agnes Mathilde Wergeland Memorial History Scholarship, The Alice Marven Hebard Memorial Fund oder der Hebard Map Scholarship Fund.
Hebard ist gegenüber dem Campus auf dem Greenhill Cemetery in Laramie in der Nähe ihrer Schwester Alice und ihrer Freundin Wergeland begraben. Am Independence Rock ist eine Gedenktafel für Hebard auf dem Oregon Trail angebracht. Ihren umfangreichen Nachlass hatte sie schon vor ihrem Tod dem American Heritage Center der University of Wyoming vermacht. Die University of Iowa hält ebenfalls Dokumente in ihrem Archiv.